# Centerville (Wisconsin)
Centerville – miasto w Stanach Zjednoczonych, w stanie Wisconsin, w hrabstwie Manitowoc.